# Plastmaschinenwerk Freital

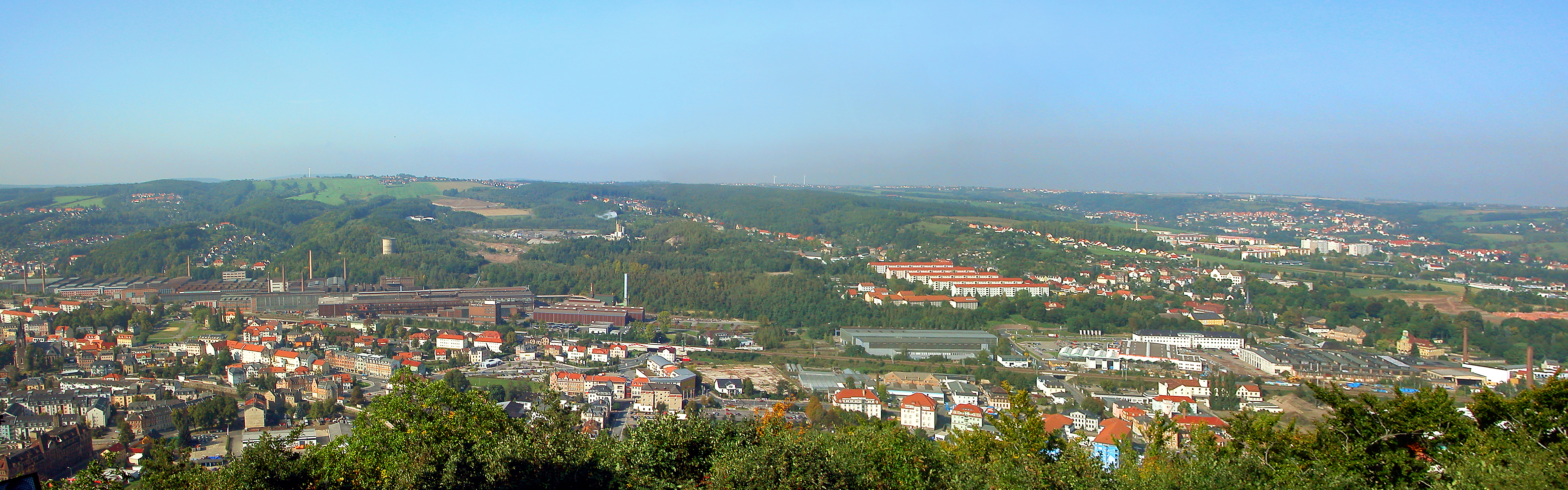
Ganz rechts im Vordergrund: Verwaltungsgebäude und Werkhalle Freital-Döhlen

Der VEB Plastmaschinenwerk Freital war einer von sieben Spritzgießmaschinenherstellern der DDR, der im Zuge der Chemisierung der Volkswirtschaft aus einem allgemeinen Pumpen- und Pressenwerk hervorging und bis 1997 bestand.

## Ursprünge
Die Schlosser Scheumann und Wolf gründeten 1877 in Döhlen einen Pumpenbaubetrieb. Nach 1945 wurde das Unternehmen der treuhänderischen Verwaltung des Landes Sachsen unterstellt. 32 Betriebsangehörige fertigten Pumpen, darunter die verbreiteten Plungerpumpen. 1948 wurde das Unternehmen dann endgültig enteignet und in das Industriegebiet Nord von Dresden verlagert. Auf dem Gebiet der späteren DDR existierte kein selbständiger Plastmaschinenbau.

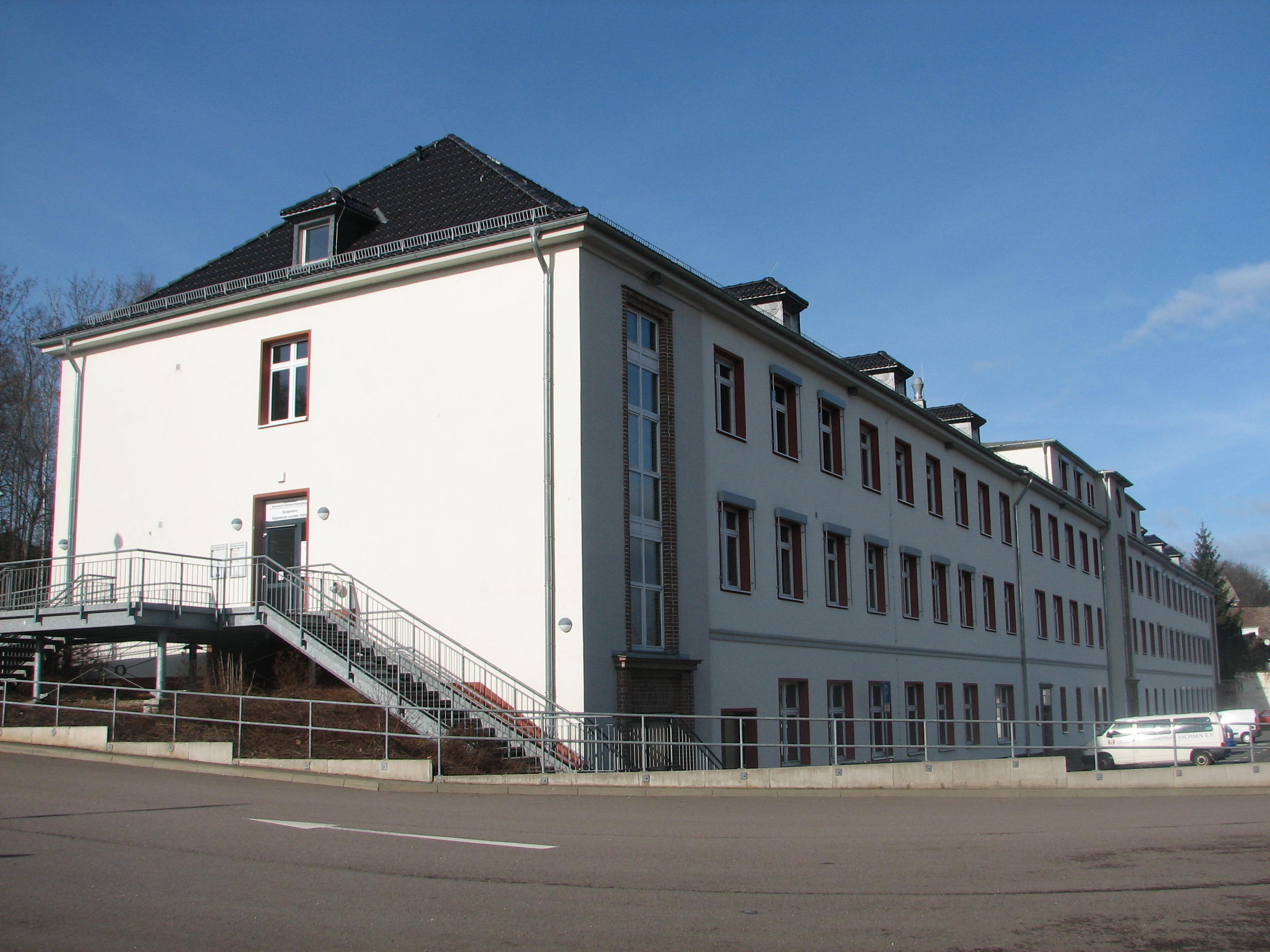
Verwaltungsgebäude Hüttenstraße 14 (2012)

Die neue Unternehmensbezeichnung „VEB Hydraulische Pressen- und Pumpenwerke“ enthielt einen Hinweis auf das künftige, erweiterte Produktionsprogramm. Es wurde 1948 mit dem Bau von hydraulischen Kunststoffpressen mit einer Presskraft von 250 bis 1000 Mp begonnen. 1949 wuchs die Zahl der Beschäftigten auf 18 Mitarbeiter und 12 Lehrlinge. Mit der Rückverlegung des Betriebs nach Freital wurde 1952 begonnen und ab 1953 wurde das Werk unter dem Namen „VEB Pressenwerk Freital“ der VVB Werkzeugmaschinen und Werkzeuge (VVB WMW) unterstellt. Andere Produzenten wurden der VVB Chemieanlagen oder der bezirksgeleiteten Industrie zugeordnet. Die Produktion von Plastmaschinen wurde deshalb in den VVB stets als industriezweigfremde Produktion betrachtet, und nie in den Mittelpunkt der wissenschaftlich-technischen Entwicklung und der Fertigungserhöhung gestellt.

## Politische Aufträge
Das Pressenwerk erhielt 1954 den Parteiauftrag, in Fördergersdorf politisch-ideologische Überzeugungsarbeit zu leisten gegenüber Bauern, die nicht willig waren, in eine Landwirtschaftliche Produktionsgenossenschaft einzutreten. Es wurden Operativstäbe aus SED-Mitgliedern des Betriebs gebildet, um Einzelbauern argumentativ in die Enge zu treiben und ihren Widerstand zu brechen. 1960 waren alle Bauern in Fördergersdorf Mitglieder einer LPG. Die Agitatoren des Pressenwerks zogen dann weiter nach Kleinopitz, Pohrsdorf, Herzogswalde und Possendorf.

## Beginn des Spritzgießmaschinenbaus

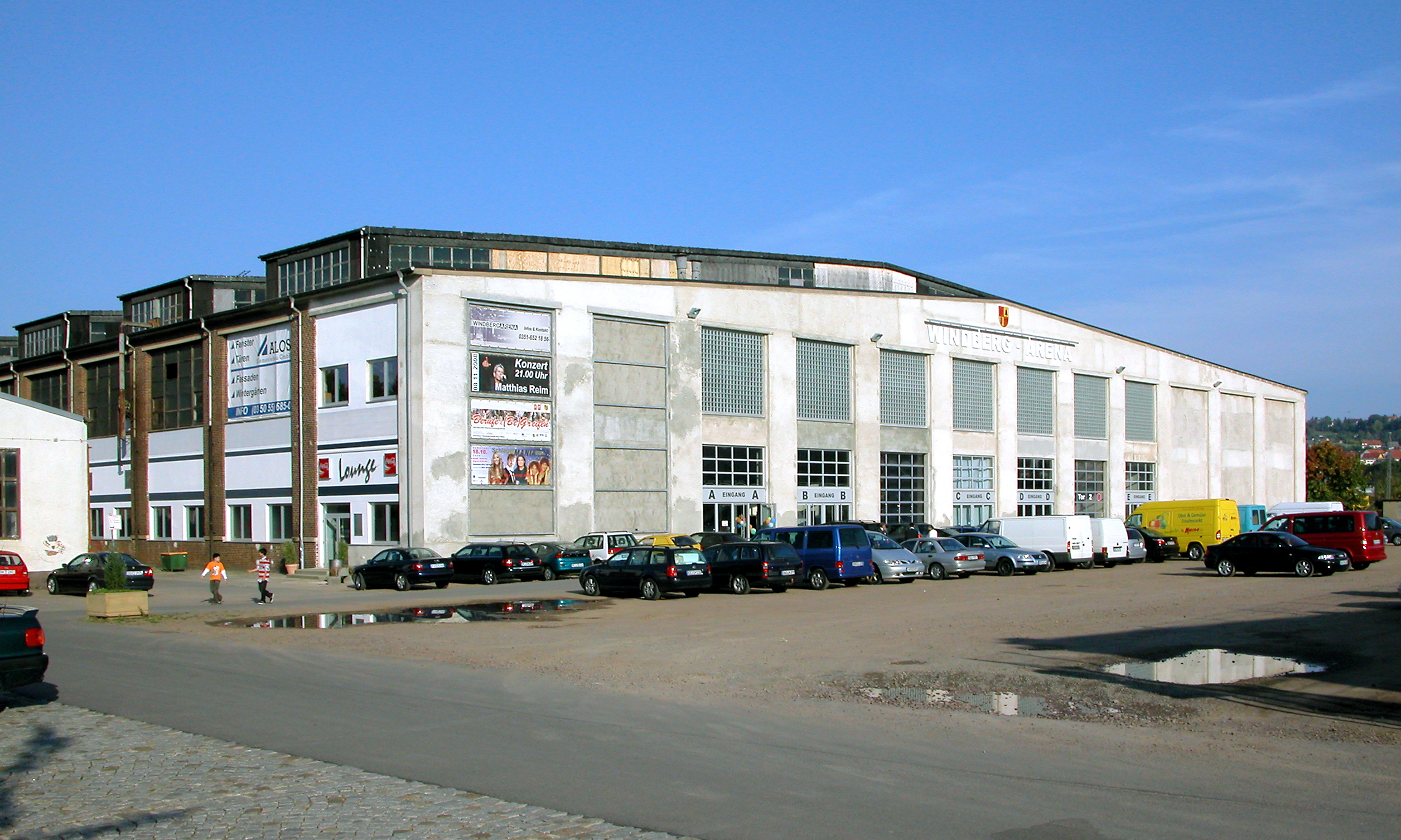
Werkhalle Freital-Döhlen, abgebrochen 2015

Wegen der Nachfrage der damals noch privaten Mundharmonika- und Bürstenhersteller entwickelte das Werk ab 1953 die ersten vollhydraulischen Spritzgießmaschinen mit Kolbenplastifizierung, die 1954 auf der Leipziger Herbstmesse vorgestellt werden konnten.
Ab 1955 wurden sie gebaut und mit Erfolg praktisch erprobt. 1960 stellte sich heraus, dass ein gewünschtes Spritzvolumen von 400 cm³ mit einer Kolbenspritzgießmaschine nicht mehr erreicht werden konnte. 1961 wurde erstmals eine Schneckenpresse zugeschaltet, zur Serienreife gebracht und noch im selben Jahr in die Serienfertigung überführt. Die Herstellung einer Schnecke benötigte 74 Arbeitsstunden.
Im Jahr 1956 hatten die Spritzgießmaschinen einen Anteil von 3,7 % an einem Umsatz von 8 Mio. Mark; dieser Anteil wuchs bis 1958 auf 27,5 % eines Umsatzes von 10,1 Mio. M und bis 1960 auf 63,7 % von 11,6 Mio. M. Der Plast- und Elastverarbeitungsmaschinenbau gewann eine überragende Bedeutung für die Chemisierung der DDR-Volkswirtschaft. Ab 1957 stellte das Werk auch Vakuum-Formmaschinen zur Verformung thermoplastischer Folien, zum Beispiel für Kühlschrankverkleidungen her. Die Belegschaft vergrößerte sich auf 535 Mitarbeiter und 20 Lehrlinge.
Aufgrund eines RGW-Beschlusses zur Arbeitsteilung innerhalb des Ostblocks wurde die Fertigung der Vakuum-Formmaschinen 1966 vollständig nach Ungarn abgegeben. Ab 1958 wurde auch die Produktionsgüterindustrie mit der Herstellung von Konsumgütern beauftragt, um die planmäßige Verminderung der Konsumgüterhersteller auszugleichen. Gefertigt wurden bis 1975 die Einfachstkamera „Pouva Start“, Dachrinnenhalter und Hakenschlüssel. 1976–1984 wurden motorgetriebene Laubsägen und 1985–1990 Rückleuchten für die PKW Trabant und Wartburg hergestellt.
Zwischen 1962 und 1964 wurde zur Herstellung dickwandiger und großer Formteile das Intrusions- oder Fließgussverfahren entwickelt. Beim Spritzgießverfahren wird die Schnecke selbst unter Druck in Längsrichtung verschoben und wirkt als Kolben und presst die fließfähige Masse in das Werkzeug. Beim Intrusionsverfahren wird die Masse hoch erhitzt und so vollständig aufgeschmolzen, dass sie hoch fließfähig wird und durch die Drehbewegung der Förderschnecke in das Werkzeug gefüllt werden kann. Die Formteilmasse kann fünf- bis zehnfach über der Schussmasse der normalen Spritzgießmaschine liegen. Die Fertigung der Maschinen erfolgte in Gleitmontage mit vertikal angeordneter Baugruppenmontage. Dabei verbleibt der Arbeiter an seinem Platz und die Baugruppe wandert. Die großen Maschinen wurden nach erzeugnisbezogener Fertigungsreihe montiert, wobei der Arbeiter laufend seinen Arbeitsplatz wechselt. Die Maschinen wurden im Baukastensystem in Beachtung einer Gleichteilstrategie entwickelt.

## Unterstellung unter die VVB Plast- und Elastverarbeitungsmaschinen

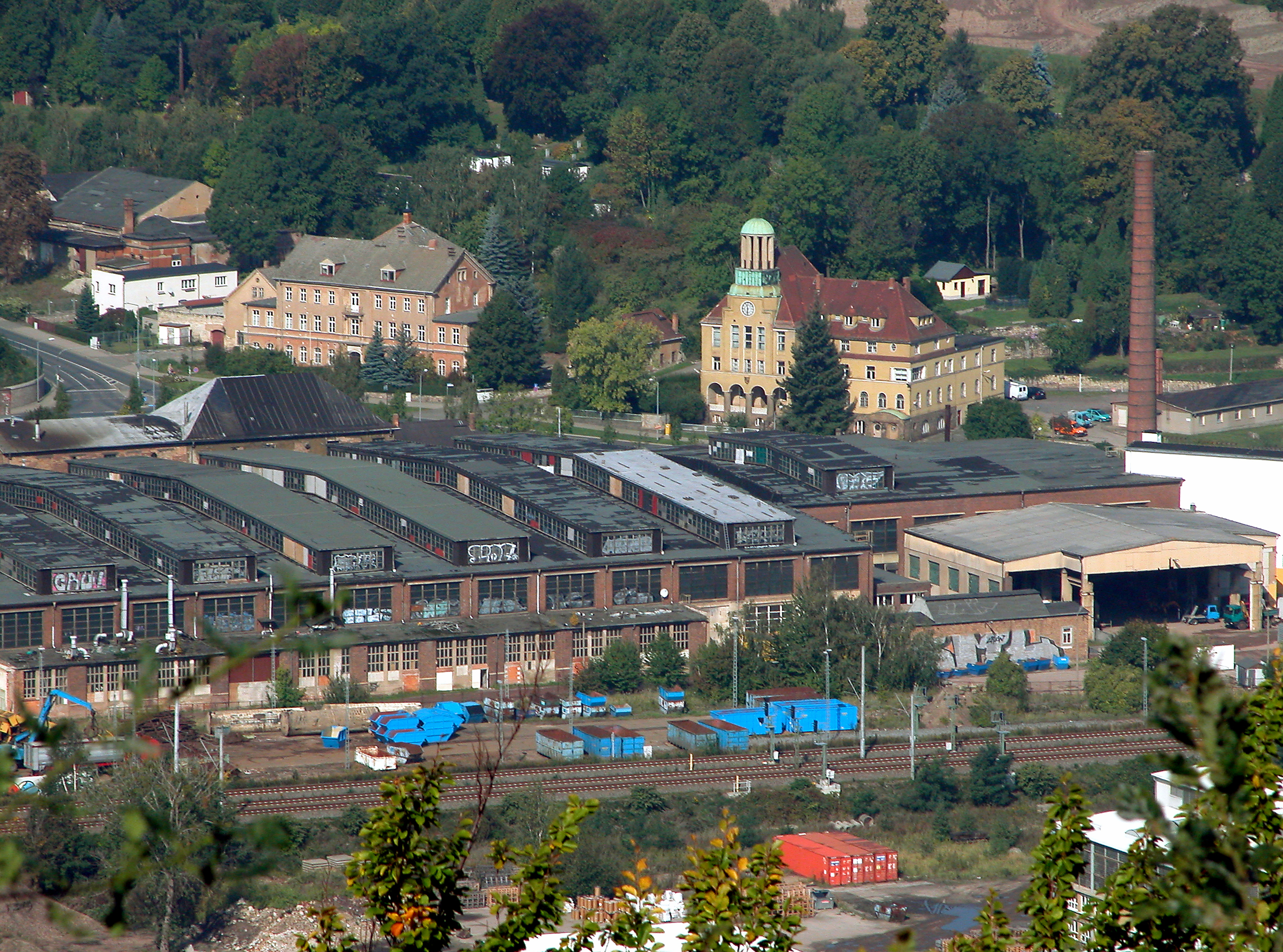
Werkhalle Freital-Döhlen, im Hintergrund Rathaus Döhlen (2008)

Um Verlusten des Realeinkommens entgegenzuwirken, beschloss das Politbüro der SED 1963 ein Konzept zur Veränderung des gesamtwirtschaftlichen Lenkungsmechanismus der DDR, das die Bezeichnung „Neues ökonomisches System der Planung und Leitung der Volkswirtschaft (NöSPL)“ erhielt. 1965 wurde dieses Konzept verwirklicht, und es wurde der Bau von Plastmaschinen als strukturbestimmendes Erzeugnis durch eine zentrale Planung und bevorzugte Zuweisung von Investitionsmitteln an die Hersteller vorangetrieben. Zur Bündelung von Kapazitäten und Potentialen und zur Modernisierung wurde der selbständige Industriezweig VVB Plast- und Elastverarbeitungsmaschinen mit einem Wissenschaftlich-Technischen Zentrum in Karl-Marx-Stadt gebildet. Zur VVB Plast- und Elastverarbeitungsmaschinen gehörten weiter: VEB Erste Maschinenfabrik Karl-Marx-Stadt (Ermafa), VEB Werkzeugmaschinenfabrik Johanngeorgenstadt (WEMA), VEB Plastmaschinenwerk Wiehe (PMW), VEB Werkzeugbau Doberschau und VEB Modell- und Formenbau Dessau.
Das Wissenschaftlich-Technische Zentrum war eine Großforschungseinrichtung mit 150 Mitarbeitern. Ab 1966 wurden im VEB Pressenwerk Freital zu den 194 Spritzgießmaschinen dieses Jahres alle Schnecken und Zylinder für die anderen sechs Spritzgießmaschinenhersteller der DDR zentral gefertigt.
1967 wurden der VEB Pressenwerk Freital und VEB Maschinenbaukombinat Freital zum VEB Plastmaschinenwerk Freital vereinigt. Der VEB Maschinenbaukombinat Freital fertigte Mischer und Conchiermaschinen (Längsreibemaschinen) für die Lebensmittelindustrie und Schuhklebemaschinen. Die Forschung und Entwicklung erhielt in einiger Entfernung vom Döhlener Betriebsgelände in Potschappel ein neues Gebäude. 1972 kam als weiteres Werk die verstaatlichte Maschinenfabrik Petzold hinzu. Der Export der Spritzgießmaschinen fand hauptsächlich nach Schweden, Finnland, Norwegen, Dänemark, die Niederlande, Großbritannien, Ägypten, Brasilien, Kolumbien, in die UdSSR und in die ČSSR statt. 1969 wurden 248 Spritzgießmaschinen hergestellt, und damit wurden 86,4 % des Umsatzes von 45,4 Mio. M erzielt. Bis 1990 hatte das Werk gleichbleibend ungefähr 925 Mitarbeiter, und bis 1985 etwa 60 Lehrlinge.
Von 1969 bis 1972 wurden mehr Maschinen entwickelt als hergestellt; Spritzgießmaschinen der großen Baureihe wurden im VEB Plastmaschinenwerk Schwerin gebaut. Die ab 1970 entwickelten Maschinen waren leistungsfähiger als ihre Vorgänger. Der Spritzdruck, die Schneckenkolbendrehzahl, der Schneckenkolbenhub und die Plastifizierungsleistung wurden höher. Gleichzeitig wurden erste verfahrenstechnische Beeinflussungen des Spritzzyklus möglich, zum Beispiel durch variable Einspritzgeschwindigkeiten, gestuften und später stufenlos einstellbaren Spritzdruck und Nachdruck. 1970 wurde die VVB Plast- und Elastverarbeitungsmaschinen aufgelöst und das Plastmaschinenwerk wurde durch den VEB Plast- und Elastverarbeitungsmaschinenbaukombinat Karl-Marx-Stadt wieder stärker reglementiert.

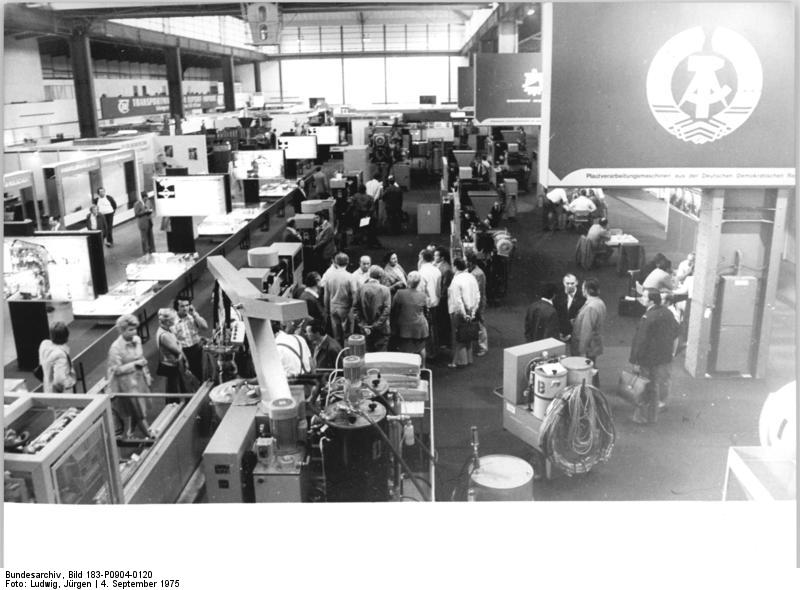
Plast- und Elastverarbeitungsmaschinen aus dem VEB Kombinat Karl-Marx-Stadt, Leipziger Messe, 1975

Von 1976 bis 1989 entfielen 96 % der Erlöse auf Spritzgießmaschinen. Die Gesamtfertigung stieg von 101,9 Mio. M im Jahr 1975 auf 174, 7 Mio. M im Wendejahr 1989. Der Löwenanteil der durchschnittlich 568 pro Jahr hergestellten Maschinen wurde in RGW-Staaten exportiert, von denen die Sowjetunion am meisten bekam. Ein kleinerer Anteil verblieb in der DDR, ein weiterer kleiner Teil wurde ins kapitalistische Ausland exportiert. Ersatzteile standen für die DDR in zu geringer Stückzahl zur Verfügung. 1977 wurde die elektronische Datenverarbeitung für Planung, Bestandsnachweise, Betriebs- und Lohnbuchhaltung eingeführt. Eine Heißwasserfernleitung ermöglichte die Verwendung der Abwärme des benachbarten Edelstahlwerks für eine Lackiererei.
1979 wurde der VEB Plast- und Elastverarbeitungsmaschinenbaukombinat Karl-Marx-Stadt aufgelöst, und der VEB Plastmaschinenwerk Freital wurde dem VEB Kombinat Umformtechnik „Herbert Warnke“ Erfurt zugeordnet. Dem Plastmaschinenwerk wurde der Betriebsteil VEB Elektrowärme Tambach-Dietharz als Betriebsteil zugeordnet. Dort stellten bis 1989 bis zu 55 Mitarbeiter jährlich 110.000 Elektrobeheizungen für alle in der DDR hergestellten Spritzgießmaschinen her.

## Flucht und Tod im Öltank
Im September 1977 versuchte der 28 Jahre alte Wolfgang Schumann, die DDR in einem schmalen, 160 cm langen Hydrauliköltank einer Spritzgießmaschine vom Typ KuASY 800/250 zu verlassen. Er war von 1971 bis 1976 Entwicklungsingenieur in der Forschungs- und Entwicklungsabteilung in Freital. Wegen eines Übersiedlungsantrags nach Westdeutschland wurde er ab 1977 nur noch als Instandhaltungsingenieur für Elektroanlagen weiterbeschäftigt. Für die Versorgung mit Frischluft sah er einen 1,6 m langen und 3,6 cm dicken Plasteschlauch vor, der nicht ausreichend war. Schumanns verwester Leichnam wurde im November 1977 beim Empfänger der Maschine in Kaufbeuren entdeckt. Die Presse berichtete an hervorgehobener Stelle.

## Computersteuerung
Ab 1980 wurden Zweifarbenmaschinen und Zweikomponentenspritzgießmaschinen, zum Beispiel zur Herstellung von Teilen mit geschäumten Kernen entwickelt. Ab 1982 wurde eine Spritzgießmaschine mit speicherprogrammierbarer Ablaufsteuerung serienmäßig hergestellt.
Ab 1986 stellte das Werk selbstentwickelte Spritzgießmaschinen mit Mehrrechnersteuerung her, die auch mit einem Entnahmeroboter kombiniert werden konnte. Im gleichen Jahr wurde eine vollautomatische Fertigungszelle angeboten, bei der eine Spritzgießmaschine mit einem Entnahmeroboter und einer Werkzeugschnellwechseleinrichtung kombiniert war. Ab 1988 wurden Spritzgießmaschinen mit Ein-Bit-Prozessoren und ab 1990 wahlweise mit 16-Bit-Hochleistungsmultiprozessoren ausgeliefert.
Nach der Transformation wurden von 1991 bis 1997 noch 322 Spritzgießmaschinen gebaut. Trotz Entlassungen sanken die Erträge, so dass 1997 Insolvenz eintrat. Der Jahresumsatz sank von 50,1 Mio. DM im Jahr 1993 auf 13,6 Mio. DM im Jahr 1997. Die letzte Maschine wurde 1999 ausgeliefert. Es gibt noch ein Unternehmen (SCHOLPP Montagetechnik GmbH), das sich mit Reparatur und Wartung der Maschinen befasst.

## Werkdirektoren
- Kurt Oelschlägel 1945–1958
- Georg Wehner 1958–1966
- Karl Thiel 1967
- Helmut Auerswald 1968
- Wolfgang Hoborka 1969
- Helmut Schultz 1970–1984
- Harald Fiedler 1984–1985
- Eberhard Kittel 1986–1990
- Eberhard Kittel, Geschäftsführer und Kurt Triebel, Geschäftsführer 1990–1997[8]

## Ehrungen
- Held der Arbeit: Werner Pawlak 1974
- Vaterländischer Verdienstorden in Silber: Kurt Kühne 1978
- Vaterländischer Verdienstorden in Bronze: Helmut Schultz 1978; Horst Paul 1979.